# 港湾法
港湾法（こうわんほう）は、1950年5月31日に公布された日本の法律。昭和25年法律第218号。この法律は、交通の発達および国土の適正な利用と均衡ある発展に資するため、環境の保全に配慮しつつ、港湾の秩序ある整備と適正な運営を図るとともに、航路を開発し、および保全することを目的とする。

## 構成
- 第1章 総則（第1条 - 第3条）
- 第1章の2 港湾計画等（第3条の2 - 第3条の4）
- 第2章 港務局
  - 第1節 港務局の設立等（第4条 - 第11条）
  - 第2節 港務局の業務（第12条 - 第13条）
  - 第3節 港務局の組織（第14条 - 第27条）
  - 第4節 港務局の財務（第28条 - 第32条）
- 第3章 港湾管理者としての地方公共団体（第33条 - 第36条）
- 第4章 港湾区域及び臨港地区（第37条 - 第41条）
- 第5章 港湾工事の費用（第42条 - 第43条の5）
- 第6章 開発保全航路（第43条の6 - 第43条の10）
- 第7章 港湾運営会社
  - 第1節 港湾運営会社の指定等（第43条の11 - 第43条の20）
  - 第2節 港湾運営会社の適正な運営を確保するための議決権の保有制限等（第四43条の21 - 第四43条の24）
  - 第3節 国際戦略港湾の港湾運営会社に対する特別の措置（第43条の25 - 第43条の31)

- 第8章 港湾の適正な管理運営等に関する措置
  - 第1節 港湾の利用に関する料金（第44条 - 第45条）
  - 第2節 滞船の場合における要請（第45条の2）
  - 第3節 特定港湾情報提供施設協定（第45条の3 - 第45条の5）
  - 第4節 港湾管理者の業務に関する国の関与（第46条・第47条）
  - 第5節 港湾に関する情報の管理等（第48条 - 第48条の4）
  - 第6節 協議会（第49条 - 第50条）
- 第9章 港湾の効果的な利用に関する計画
  - 第1節 港湾脱炭素化推進計画（第50条の2 - 第50条の5）
  - 第2節 特定利用推進計画（第50条の6 - 第50条の15）
  - 第3節 国際旅客船拠点形成計画（第50条の16 - 第50条の22）
  - 第4節 港湾環境整備計画（第51条 - 第51条の5）
- 第10章 港湾等の機能の維持及び増進を図るための措置
  - 第1節 国土交通大臣がする港湾工事等（第52条 - 1第54条の2）
  - 第2節 埠頭を構成する行政財産の貸付け（第54条の3 - 第55条の2）
  - 第3節 公用負担及び非常災害等の場合における措置（第55条の2の2 - 第55条の4）
  - 第四節 港湾工事の費用の負担の特例（第55条の5・第55条の6）
  - 第五節 港湾施設の建設等に係る資金の貸付け（第55条の7 - 第55条の9）
  - 第六節 港湾区域の定めのない港湾（第56条・第56条の2）
- 第11章 港湾の施設に関する技術上の基準
  - 第1節 技術基準対象施設の適合義務（第56条の2の2）
  - 第2節 登録確認機関（第56条の2の3 - 第56条の2の20）
  - 第3節 特定技術基準対象施設等に関する措置（第56条の2の21 - 第56条の3）
- 第12章 雑則（第56条の3の2 - 第60条の5）
- 第13章 罰則（第61条 - 第66条）
- 附則